# Ad hoc
Ad hoc, ад гок (укр. «для цього») — латинський вислів, що означає спрямованість на конкретний випадок, розв'язок конкретної проблеми, а не на широке застосування чи впровадження. Використовується в різних галузях діяльності.
Зокрема, цей вираз може характеризувати тимчасові спеціальні місії, представників, організації, комітети чи робочі групи, створені для виконання спеціальних завдань.
Гіпотеза Ad hoc, ад-гок-гіпотеза (ad hoc hypothesis) — припущення, що приймається спеціально для опису або пояснення окремого явища й системно не пов'язане з попереднім знанням про нього. У методології науково-дослідницьких програм Імре Лакатоша — гіпотеза із «захисного пояса», що стосується лише цього випадку, тобто охороняє «жорстке осердя» дослідницької програми від певного контрприкладу.
За принципом ad hoc (для розгляду одного конкретного спору або спорів за одним договором) можуть створюватися третейські суди та міжнародний комерційний арбітраж.